# Harry Boykoff
Harry J. Boykoff (Brooklyn, Nueva York, 24 de julio de 1922-Santa Mónica, California, 20 de febrero de 2001) fue un jugador de baloncesto estadounidense que disputó dos temporadas en la NBA, además de jugar en la NBL. Con 2,08 metros de estatura, jugaba en la posición de pívot.

## Trayectoria deportiva

### Universidad
Jugó durante 4 temporadas con los Red Storm de la Universidad St. John's, interviniendo en la Segunda Guerra Mundial durante tres años en medio de su carrera. En 1943 fue el artífice para la consecución por parte de su equipo del National Invitation Tournament, tras derrotar a la Universidad de Toledo en la final. Promedió 18,3 puntos por partido, siendo elegido MVP del torneo, y en el primer equipo All-America. A la vuelta de su estancia en el ejército anotó 54 puntos en un partido en el Madison Square Garden ante St. Francis College, más que todo el equipo rival junto, batiendo el récord del estadio que tenía George Mikan.

### Profesional
Comenzó su carrera profesional en los Toledo Jeeps de la NBL, siendo traspasado al año siguiente junto con Dick Mehen a los Waterloo Hawks. El equipo accedió al año siguiente a la NBA, donde jugó una temporada, siendo el segundo mejor anotador del mismo tras el propio Mehen, promediando 12,8 puntos y 2,4 asistencias por partido.
Tras la desaparición del equipo, los Boston Celtics se hacen con sus servicios, donde juega como suplente de Ed Macauley, promediando 6,3 puntos y 4,2 rebotes por partido, hasta que mediada la temporada fue traspasado a los Tri-Cities Blackhawks a cambio de Kleggie Hermsen, retirándose al término de la temporada.

## Estadísticas de su carrera en la NBA

### Temporada regular
| Temporada | Edad | Equipo                | Liga | P   | TIT | MIN | TC  | TCA  | %TC  | 3P | 3PA | %3P | TL  | TLA | %TL  | R.OF. | R.DEF. | REB | ASIS | ROB | TAP | PER | FP  | PTS  |
| 1949-50   | 27   | Waterloo Hawks        | NBA  | 61  |     |     | 4.7 | 11.4 | .413 |    |     |     | 3.3 | 4.3 | .775 |       |        |     | 2.4  |     |     |     | 3.8 | 12.8 |
| 1950-51   | 28   | TOTAL                 | NBA  | 48  |     |     | 2.6 | 7.0  | .375 |    |     |     | 1.5 | 2.1 | .740 |       |        | 4.6 | 1.3  |     |     |     | 4.1 | 6.8  |
| 1950-51   | 28   | Boston Celtics        | NBA  | 32  |     |     | 2.4 | 6.3  | .384 |    |     |     | 1.4 | 2.0 | .714 |       |        | 4.2 | 1.3  |     |     |     | 4.1 | 6.3  |
| 1950-51   | 28   | Tri-Cities Blackhawks | NBA  | 16  |     |     | 3.0 | 8.3  | .361 |    |     |     | 1.8 | 2.3 | .784 |       |        | 5.3 | 1.3  |     |     |     | 4.2 | 7.8  |
| Total     |      |                       | NBA  | 109 |     |     | 3.8 | 9.5  | .400 |    |     |     | 2.5 | 3.3 | .765 |       |        | 4.6 | 1.9  |     |     |     | 3.9 | 10.1 |